# ساعت شلوغی (ترانه کراش)
«ساعت شلوغی» (انگلیسی: Rush Hour) ترانه‌ای از خواننده اهل کره جنوبی، کراش با همکاری خواننده کره‌ای جی-هوپ از بی‌تی‌اس است. این ترانه به عنوان تک‌آهنگ دیجیتال در ۲۴ سپتامبر ۲۰۲۲ توسط پی نیشن و دریموس منتشر شد و نخستین اثر کراش پس از مرخص شدن از سربازی در ماه اوت بود. ترانه‌سرایی ترانه بر عهدهٔ کراش، جی-هوپ و پنومکو است. یک موزیک ویدئو همزمان با این ترانه منتشر شد و در آن کراش و جی-هوپ این ترانه را می‌خواندند و به همراه رقصنده‌های دیگر اجرا می‌کردند.
«ساعت شلوغی» به جایگاه شماره چهار در جدول دیجیتال گائون در کره جنوبی و به جایگاه شماره یک در جدول فروش ترانه‌های دیجیتال بیلبورد در ایالات متحده دست یافت. این ترانه برندهٔ جایزه بهترین ترانه آراندبی سال در جوایز هیپ هاپ کره‌ای ۲۰۲۳ شد.

## جدول‌های موسیقی
| جدول (۲۰۲۲)                                  | بالاترین جایگاه |
| -------------------------------------------- | --------------- |
| گلوبال ۲۰۰ (بیلبورد)                         | ۱۰۲             |
| مجارستان (۴۰ تک‌آهنگ برتر)                    | ۱۷              |
| تک‌آهنگ‌های دیجیتال ژاپن (اوریکون)             | ۴۷              |
| تک‌آهنگ‌های داغ نیوزیلند (آرام‌ان‌زی)            | ۱۷              |
| کره جنوبی (گائون)                            | ۴               |
| فروش تک‌آهنگ‌های بریتانیا (اوسی‌سی)             | ۴۳              |
| ترانه‌های دیجیتال ایالات متحده (بیلبورد)      | ۵               |
| فروش ترانه‌های دیجیتال ایالات متحده (بیلبورد) | ۱               |

| جدول (۲۰۲۲)       | جایگاه |
| ----------------- | ------ |
| کره جنوبی (گائون) | ۴      |

| جدول (۲۰۲۲)       | جایگاه |
| ----------------- | ------ |
| کره جنوبی (گائون) | ۹۰     |

| جدول (۲۰۲۳)       | جایگاه |
| ----------------- | ------ |
| کره جنوبی (گائون) | ۸۵     |

## تاریخچه انتشار
| منطقه | تاریخ           | فرمت(ها)              | ناشر    | منابع  |
| ----- | --------------- | --------------------- | ------- | ------ |
| مختلف | ۲۲ سپتامبر ۲۰۲۲ | دانلود دیجیتال استریم | پی نیشن | [ ۱۲ ] |